# Umberto Cavenago
Umberto Cavenago (Milano, 1959) è un artista italiano.
Dal 1996 al 2013 è stato docente presso le Accademie di Belle Arti di Bergamo e di Urbino dove ha sperimentato progetti tra pittura, anatomia, progettazione multimediale, sistemi interattivi e scultura. Dal 2009 vive e lavora in Svizzera.

## Biografia
La sua attività artistica inizia negli anni '80, con le sue prime esperienze espositive a Torino e Milano fra il 1984 e il 1988. È del 1988 la sua prima mostra personale alla galleria Franz Paludetto di Torino, dove espone i primi veicoli in acciaio su ruote, Moto, Camion e 4WS, con i quali intende svincolare la scultura dal tradizionale piedistallo espositivo.
A Milano nel 1988, con Half Ton, una singola opera esposta alla galleria Studio Marconi 17, occupa l'intero spazio espositivo. La scultura, un veicolo dalle grandi ruote e con dimensioni poco inferiori al volume della galleria, imbiancata come fosse muratura, assume un aspetto architettonico riducendo drasticamente gli spazi percorribili dal pubblico al minimo essenziale.
Negli gli anni '90 prende parte a esposizioni collettive che lo porteranno a sviluppare progetti site-specific per diversi spazi pubblici e privati, in Italia e all'estero.
La sua partecipazione alla XLIV Biennale di Venezia è caratterizzata da un'installazione con tre grandi cornici appoggiate e non appese alle pareti. Dotate di ruote sui punti d'appoggio, che consentivano il loro scorrimento a parete. Negli anni più recenti la formalizzazione delle sue opere è sempre più vicina al linguaggio architettonico: dalle colonne o pilastri si passa a travi, lesene, quinte e pavimenti mobili, sino ad arrivare alla seduta in movimento. 
È il 1991 quando apre al Martin-Gropius-Bau la mostra Metropolis, prima grande rassegna d’arte contemporanea nella Berlino senza Muro. Cavenago trasforma la sala a lui destinata in un colonnato, orientato sulla direzione est-ovest, con elementi alti sei metri che, pur apparendo come elementi architettonici, con la presenza alla base di quattro ruote perdono la loro funzionalità canonica di elementi di sostegno.
Dal punto di vista statico, nell'elemento strutturale "trave", sono strategici i punti di vincolo. Nel caso delle travi di Cavenago, alle estremità dell'artefatto sono montate due ruote che svincolano l'elemento dalla staticità, si adattano allo spazio che le ospita collegandone i punti estremi, il più delle volte trasversalmente come nell’installazione in una delle sale al piano nobile di Palazzo Moroni a Bergamo.
Diversamente dalle travi, che hanno dimensioni fisse studiate per lo spazio espositivo, i "telescopici", come dispositivi meccanici, si compongono di elementi che scorrono l'uno nell'altro: un sistema dalle dimensioni variabili. Ne risulta un congegno che si adatta di volta in volta allo spazio che lo contiene, la stessa opera quindi con la sua versatilità può essere installata in differenti spazi semplicemente regolandone la lunghezza.
A sostegno dell'Arte' è il titolo dell'opera composta da 50 elementi in acciaio, parallelogrammi mobili come grandi piastrelle che poggiate a terra ricoprivano l’intero piano di calpestio. Anche in questo caso un sistema mobile che riorganizza e ripavimenta lo spazio espositivo, con un andamento orientato est-ovest.
Nei musei la panca è il luogo del riposo contemplativo ed elemento d’arredo convenzionale. La panca mobile in acciaio, L'Arte stanca, 1993, appoggiata su una serie di supporti fissati a pavimento e muniti di sfere reggenti per lo scorrimento, consentiva al pubblico seduto di attraversare diagonalmente le sale del Museo Pecci di Prato toccandone le estremità.
Dal 2015 gestisce uno spazio espositivo indipendente all'interno di una sua installazione L'alcova d'acciaio, nascosta in un bosco nelle Langhe.
Dal 2016 collabora alla organizzazione e curatela del Premio Suzzara
La ricerca di Cavenago unisce l'interesse per la cultura artistica alla cultura del progetto. Le sue opere, relazionandosi con lo spazio architettonico, stabiliscono un dialogo formale e destabilizzante con l'ambiente.

## Opere principali
- Telescopico, 1991, lamiera zincata, alluminio e acciaio, 58 × 20 × 350/850 cm
- L'Arte stanca, 1993, acciaio inox e cuscinetti a sfera, 60 × 60 × 3200 cm
- A prova di scemo (installazione con 13 paia di pattini a rotelle), 1995, acciaio CorTen
- Visioni 3, 1996, installazione 12 computer, 1 retroproiezione, 1 tavolo di controllo
- Leon, 1996, lamiera zincata, legno e monumento con il leone di San Marco a Cittadella
- Subway, 1998, lamiera di ferro e acrilico, 200 × 90 × 90 cm
- Parassita funzionale, 2003, acciaio zincato, cuscinetti a sfera e motore elettrico
- La 74, 2006, acciaio CorTen, 216 × 300 × 205 cm
- Sottiletta, 2007, acciaio inox e alluminio, 178 × 156 × 6 cm
- L'alcova d'acciaio, 2014, acciaio CorTen, 385 × 220 × 420 cm
- Protecziun da la Patria, 2018, acciaio CorTen, 120 × 120 × 120 cm

## Mostre principali
- Torino, Palazzina della Società Promotrice delle Belle Arti
- Rivara (TO), Castello di Rivara, Equinozio d'Autunno
- Mantova, Palazzo Ducale, 01-11-1987 | 22-11-1987, Eleonora
- Rivara (TO), Castello di Rivara, 24-08-1988 | 15-11-1988, Palestra
- Torino, Galleria Franz Paludetto, 04-1988 | 04-1988, Sala d'attesa
- Genova, Galleria La Polena, 10-01-1989 | 05-02-1989, Umberto Cavenago (Mostra n. 239)
- Milano, Studio Marconi, Milano, 22-09-1989 | 22-10-1989, Punti di vista
- Londra - UK, Riverside studios, 12-04-1989 | 14-05-89, Examples. New Italian Art
- Milano, Palazzo delle Stelline, 19-01-1989 | 15-02-1989, Premio Saatchi & Saatchi per Giovani Artisti
- Milano, Studio Marconi 17, 26/01/1989, Umberto Cavenago
- Milano, La Fabbrica del Vapore, 01-12-1990 | 20-12-1990, Italia ’90. Ipotesi Arte Giovane
- Darmstadt - D, Mathildenhöhe, Barcellona / Madrid - E, Palacio de La Virreina / Palacio de Cristal Centro de Arte Reina Sofia, La otra escultura. Treinta años de escultura italiana
- Venezia, Corderie dell'Arsenale, XLIV Biennale di Venezia, 27-05-1990 | 30-09-1990, Aperto '90
- Berlino - D, Martin-Gropius-Bau, 20-4-1991 | 21-7-1991, Metropolis
- Bologna / Rimini / Cattolica, Galleria Comunale d'Arte Moderna / Musei Comunali / ex Colonia Le navi, Anni Novanta
- New York - USA, Galleria Salvatore Ala, 28-09-1991 | 02-11-1991, The rules of the game
- Milano, Galleria Transepoca, 13-03-1991 | 13-03-1991, Umberto Cavenago
- Bordeaux - F, Galerie Jean Christophe Aguas, "Umberto Cavenago Sculptures"
- Arezzo, Galleria Graziella Mariottini / Galleria Marsilio Margiacchi, 4-03-1992, in Mappa
- Roma, Galleria Nazionale d'Arte Moderna, 11-11-1992 | 24-01-1993, Giappone Italia, Giovani generazioni
- Duisburg - D, Wilhelm Lehmbruck Museum, Internationale Kleinplastik
- Fellbach - D, Schwabenlandhalle, 20-06-1992 | 02-08-1992, 5. Triennale Fellbach
- Milano, Galleria Transepoca, Alba (CN), Circolo Culturale Palazzo Giovine, Ginevra - CH, Galleria Blancpain Stepczynski 28-02-1992 | 20-03-92, Al Nord Italia
- Pittsburgh - USA, Pittsburgh Center for the Art, Recent Italian Art
- Ginevra - CH, Galleria Blancpain-Stepczynski, Umberto Cavenago
- Napoli, Galleria Raucci Santamaria, 08-06-1992, Transiti
- Verona, Studio La Città, 26-03-1993, Inventario
- Arezzo, Galleria Marsilio Margiacchi, 27-02-1993, Cavenago - Vitone
- Prato, Centro per l'Arte Contemporanea Luigi Pecci, 12-06-1993 | 09-09-1993, In Forma
- Milano, Triennale di Milano, 8-06-1994 | 12-06-1994, Ciclo Style. 26 bici d'autore per Convivio
- Prato, Centro per l'Arte Contemporanea Luigi Pecci, 03-06-1994 | 30-06-1994, Di carta e d'altro. Libri d'artista
- Roma, Galleria La Nuova Pesa, 07-06-1994, Saldatura. Arcangeli Aschieri Cavenago
- Milano, Galleria Credito Valtellinese - Palazzo delle Stelline, 24-03-1995 | 23-04-1995, Anni ‘90 Arte a Milano. Materiazioni. Nuovi materiali
- Johannesburg - SA, Johannesburg Art Gallery, 28-02-1995 | 30-04-1995, Africus: Johannesburg Biennale 1995
- Roma, Palazzo delle Esposizioni, 25-09-1996 | 25-11-1996, "Ultime Generazioni. Esposizione Nazionale Quadriennale d'Arte di Roma - XII edizione"
- San Paolo - B, Pavilhão Ciccillo Matarrazzo, Parque do Ibirapuera, 05-10-1196 | 08-12-1996, 23ª Biennale Internazionale di San Paolo
- Roma, Galleria Nazionale d'Arte Moderna, 02-07-1996 | 02-09-1996, Visioni
- Milano, Galleria Raffaella Cortese, 17-10-1996 | 10-01-1997, Umberto Cavenago
- Grenoble - F, Magasin, Centre National d'Art Contemporain, 07-06-1997 | 07-09-1997, Des histoires en formes
- Atene - G, Pneumatiko Kentro - Fondazione Melina Merkouri, 02-1997 | 02-1997, Exelixis
- Città di San Marino - RSM, Galleria d'Arte Moderne e Contemporanea, 09-05-1998 | 11-10-1998, Mitovelocità
- Milano, PAC Padiglione d'Arte Contemporanea, 30-01-1998 | 30-03-1998, "Due o tre cose che so di loro… Dall'euforia alla crisi: giovani artisti a Milano negli anni Ottanta"
- Roma, Ala Mazzoniana, Stazione Termini, Contemporaneo temporaneo
- Kellerberrin - WA, IASKA, 31-07-2000 | 30-09-2000, Gallery Crossing
- Gladstone Regional Art Gallery & Museum12-12-2002 | 02-02-2003, Out of site. A survey of the IASKA international artists program (1998-2002)
- Bergamo, Galleria Fumagalli, 24-05-2003 | 23-07-2003, Cavenago Milano est 10 minuti
- Gladstone - WA, The Gladstone Regional Art Gallery & Museum, 07-06-2002 | 21-07-2002, Out of site
- Milano, Fondazione Arnaldo Pomodoro, 24-09-2005 | 26-01-2006, La scultura italiana del XX secolo
- Tivoli (Roma), Villa d'Este, 14-06-2006 | 05-11-2006, Sculture in villa
- Torino, OGR Officine Grandi Riparazioni, 17-03-2011 | 20-11-2011, Il futuro nelle mani. Artieri domani
- Suzzara (MN), Galleria del Premio Suzzara, 18-09-2011 | 23-10-2011, Casamatta. 47º Premio Suzzara, Galleria del Premio Suzzara
- Venaria Reale (TO), Reggia di Venaria, 26-06-2013 | 22-09-13, Art Jungle
- Torino, Museo Ettore Fico, 9-07-2015 | 18-10-15, Liberti tutti! Arte e società in Italia.
- Lana, Kunsthalle West Eurocenter Lana, 02/10/2018 | 20/10/2018, Dynamic Materials